# Daniele Dessena
Daniele Dessena (* 10. Mai 1987 in Parma) ist ein italienischer Fußballspieler.

## Karriere

### Im Verein
Daniele Dessena stammt aus der Jugendabteilung seines Heimatvereins AC Parma (ab 2004 FC Parma). 2004 wurde er in die erste Mannschaft berufen. Trotz seines jungen Alters konnte er sich rasch durchsetzen und galt schnell als feste Größe in der Startaufstellung. Aufgrund des Fußball-Skandals in Italien konnte er sich mit seiner Mannschaft am Ende der Saison 2005/06 für den UEFA-Pokal qualifizieren. Dort schoss er in der ersten Runde gegen den russischen Verein Rubin Kasan den Treffer zum alles entscheidenden 1:0. Aufgrund seiner Vereinstreue und seiner Verbundenheit zu Parma, war er bei den Fans sehr beliebt und wurde bereits als zukünftiger Mannschaftskapitän gehandelt. Im Sommer 2007 unterschrieb er einen neuen Fünfjahresvertrag bei Parma, verließ den Verein am Saisonende nach dem Abstieg in die Serie B aber trotzdem. Der Erstligist Sampdoria Genua hatte den Mittelfeldspieler für 4 Millionen Euro verpflichtet. 2009 wechselte er auf Leihbasis zu Cagliari Calcio.

### In der Nationalmannschaft
Dessena spielte bisher in allen Junioren-Nationalmannschaften Italiens in der Startformation. Unter anderem spielte er bei der U-21-Fußball-Europameisterschaft 2007 in den Niederlanden. 2008 gewann er mit dem U-21-Team das Turnier von Toulon.

## Erfolge
- Sieger des Turniers von Toulon: 2008